# Амаду Данте
Амаду Данте (фр. Amadou Dante; нар. 7 жовтня 2000) — малійський футболіст, лівий захисник клубу «Штурм» та збірної Малі.

## Клубна кар'єра
Вихованець клубу «Їлін Олімпік» в себе на батьківщині. У 2019 році Шарль підписав контракт з австрійською командою «Штурм», але для отримання ігрової практики відразу ж був відданий в оренду в «Гартберг». 3 червня 2020 року в матчі проти ЛАСКа він дебютував в австрійській Бундеслізі, вийшовши в основі і допомігши своїй команді виграти 2:1. 10 червня 2020 року в поєдинку проти «Вольфсбергера» Амаду забив свій перший гол за «Гартберг». Загалом за час оренди малієць провів 10 ігор і забив 1 гол.
Влітку 2020 року Данте повернувся до «Штурму». 13 вересня у матчі проти «Санкт-Пельтена» (0:0) він дебютував за основний склад. У жовтні 2020 року він продовжив свій контракт з клубом до 2024 року. 4 квітня 2021 року в поєдинку проти «Ред Булла» (Зальцбург) Амаду забив свій перший гол за «Штурм», втм його команда програла 1:3.

## Міжнародна кар'єра
У 2019 році Данте з молодіжною збірної Малі став переможцем молодіжного Кубка африканських націй в Нігері. На турнірі він зіграв у чотирьох матчах, в тому числі і у фіналі проти Сенегалу (1:1, 3:2 пен.).
4 червня 2022 року Данте дебютував за національну збірну Малі у відбірковому матчі до Кубка африканських націй 2023 року проти Конго (4:0).

## Титули і досягнення
- Володар Кубка Австрії (1):

«Штурм»: 2022-23
Збірні
- Переможець Молодіжного (U-20) кубку африканських націй: 2019